# E675 (trasa europejska)
E675 – trasa europejska łącznikowa (kategorii B), biegnąca przez wschodnią Rumunię.
E675 zaczyna się w Konstancy, gdzie odbija od tras europejskich E60 i E87. Biegnie szlakiem drogi krajowej nr 38 do przejścia granicznego Negru Vodă - Kardam na granicy z Bułgarią.
Ogólna długość trasy E675 wynosi około 58 km.